# Leónidas Lamborghini
Leónidas Lamborghini (* 10. Januar 1927 in Buenos Aires; † 13. November 2009 ebenda) war ein argentinischer Schriftsteller. 

## Leben
Leónidas Lamborghini entstammte einer wohlhabenden Familie und sein Vater war Ingenieur. Dieser wollte seinen Sohn als Nachfolger und war deshalb lange gegen die Profession des Schriftstellers. Erst als Lamborghini um 1955 erfolgreich debütieren konnte und diesen Erfolg auch mit seinen weiteren Veröffentlichungen wiederholen konnte, war seine Familie mit der Berufswahl zufrieden. 
Fünf Wochen nach seinem 82. Geburtstag starb Lamborghini am 13. November 2009 in seiner Heimatstadt und fand dort auch seine letzte Ruhestätte. 

## Ehrungen
- 1991 Premio Leopoldo Marechal für sein Gesamtwerk
- 1992 Premio Boris Vian für Odiseo confinado.
- 2005 Premio Arturo Jauretche

## Werke

### Poesie
- Saboteador arrepentido (1955)
- Al público (1957)
- Al público, diálogos 1° y 2° (1960)
- Las patas en las fuentes (1965) (1966) (1968)
- La estatua de la libertad (1967)
- Coplas del Che (1967)
- La canción de Buenos Aires, Responso para porteños, Tango-Blues (1968)
- Llamado desde Vietnam (1968)
- El solicitante descolocado (1971) (1989)
- Partitas (1972); Selección en Colección Bicentenario, Biblioteca Nacional, 2008, ISBN 978-987-9350-43-0.
- El riseñor (1975)
- Episodios (1980)
- Circus (México 1977–1983), (1986)
- Verme y 11 reescrituras de Discépolo (México), (1988)
- Odiseo confinado (México/Buenos Aires 1989–1991), Grabados de Blas Castagna, Van Riel, 1992, ISBN 987-99087-0-8; en rústica, Adriana Hidalgo, 2005, ISBN 987-1156-22-7.
- Anna Livia Plurabelle. In: James Joyce. Versiones de Anna Livia Plurabelle, Conjetural, revista psicoanalítica, N° 24, Sitio, Buenos Aires 1992. In: Letras. James Joyce | Leónidas Lamborghini, Casa de las Américas, Año XXXVI N° 203, La Habana, Cuba, 1996. In: Mezcolanza, a modo de memoria, Emecé, Buenos Aires 2010, ISBN 978-950-04-3269-6.
- Tragedias y parodias I (México 1977–1990, 1994)
- Comedieta (de la globalización y el arte del bufón) (1995); selección, Eloisa Cartonera (2003)
- Las Reescrituras (1996)
- Perón en Caracas (1999)
- El jardín de los poetas (México 1977–1990), Adriana Hidalgo, 1999, ISBN 987-9396-02-2.
- Personaje en penehouse y otros grotescos (1999)
- Carroña última forma, Adriana Hidalgo, 2001, ISBN 987-9396-63-4.
- Mirad hacia Domsaar, Paradiso, 2003, ISBN 987-9409-29-9.
- La risa canalla (o la moral del bufón), Paradiso, 2004, ISBN 987-9409-43-4.
- Encontrados en la basura, Paradiso, 2006, ISBN 987-9409-65-5, ISBN 978-987-9409-65-7.
- El jugador, el juego, Adriana Hidalgo, 2007, ISBN 978-987-1156-61-0.
- El solicitante descolocado, poema en cuatro tiempos, Paradiso, 2008, ISBN 978-987-9409-85-5.
- Siguiendo al conejo, Following the rabbit, Paradiso, 2010, ISBN 978-987-1598-14-4.
- Últimos días de Sexton y Blake, con Ilustraciones de Adriana Yoel, Paradiso, 2011, ISBN 978-987-1598-28-1.
- El genio de nuestra raza, Las reescrituras de Leónidas Lamborghini, Ediciones Stanton, 2011, ISBN 978-987-24036-9-0.

### Roman
- Un amor como pocos (1993)
- La experiencia de la vida (1996) (2003)
- Trento (fragmento), Eloisa Cartonera (2003); Adriana Hidalgo, 2003, ISBN 987-9409-29-9.

### Essay
- El poder de la parodia. In: Varios autores: La historia y la política en la ficción argentina Universidad Nacional del Litoral, Santa Fe 1995, ISBN 950-9840-66-1.
- El gauchesco como arte bufo. In: Noé Jitrik, Julio Schvartzman (Hrsg.): Historia crítica de la literatura argentina, La lucha de los lenguajes, Band 2: Emergencias. Emecé, Buenos Aires 2003, ISBN 950-04-2478-9 (Erstdruck in der Tageszeitung Tiempo Argentino, Buenos Aires, 23. Juni 1985).
- Risa y tragedia en los poetas gauchescos. Emecé, Buenos Aires 2008, ISBN 978-950-04-3104-0.
- Mezcolanza, a modo de memoria. Emecé, Buenos Aires 2010, ISBN 978-950-04-3269-6.

### Sammelwerke
- Michael Smith (Hrsg.): Poetry Ireland Review, Heft 73: Anthology of argentinian poetry. Poetry Ireland Ltd, Dublin 2002, ISBN 1-902121-11-2; darin La canción de Buenos Aires in der Übersetzung von Ema Coll: «City I», «City II», «City III», «City IV».
- Diana García Simón (Hrsg.): Einen Tango, bitte! Fischer Taschenbuch Verlag, Frankfurt am Main 2002; darin «Der geächtete Textdichter» als Übersetzung aus Las patas en las fuentes.
- Heloisa Buarque de Hollanda | Jorge Monteleone (Selección | Selecao), Puentes | Pontes. Poesía argentina y brasileña contemporánea | Poesia argentina e brasileira contemporânea, Buenos Aires, Fondo de cultura económica de Argentina, 2003; traducción | traducao Renato Rezende: «El solicitante descolocado» | «O solicitante descolocado», «El saboteador arrepentido» | «O sabotador arrependido», fragment von El solicitante descolocado (Libros de Tierra Firme, 1989); «Desierto (1)» | «Deserto (1)», «Desierto (2)» | «Deserto (2)», «Desierto (3)» | «Deserto (3)», «El cantor» | «O cantor», «Homo parodicus» | «Homo parodicus», «El fantasma» | «O fantasma», von Circus (Libros de Tierra Firme, 1986); «Eva Perón en la hoguera» | «Eva Perón na fogueira» (fragmentos II, VII, VIII y IX), von Partitas (Corregidor, 1972); «Una flor en la tormenta» | «Uma flor na tempestade», von “Verme y 11 reescrituras de Discépolo” (Sudamericana, 1988). ISBN 950557553X.
- Daniel Samoilovich (compilador-compiler), Andrew Graham-Yooll (translator-traductor), Antología de la poesía argentina del siglo XX | Anthology of twentieth century argentine poetry, Comité Organizador para la Feria del Libro de Fráncfort (Argentina país Invitado de Honor) | Organizing Committee for the Frankfurt Book Fair (Argentina Guest of Honour), Buenos Aires, Ministerio de Relaciones Exteriores, 2010; «Dados» | «Dice», «Hablando solo» | «Speaking to oneself», «Leyendo el diario» | «Reading de paper», de | from El solicitante descolocado, poema en cuatro tiempos | The misplaced petitioner, poem in four tenses (Paradiso, 2008); «Circus» | «Circus», «El recluso» | «The recluse», de | from Circus | Circus (Libros de Tierra Firme, 1986). ISBN 978-987-26185-3-7.